# Méryrê II (fils de Ramsès II)
Méryrê II, à distinguer de son frère aîné Méryrê, est un prince d'Égypte et dix-huitième fils de Ramsès II,.

## Biographie
Méryrê II, dont le nom signifie « Aimé de Rê », est un prince obscur. Il possible que le roi ait nommé ce fils ainsi après la mort de son onzième fils Méryrê, troisième fils de la grande épouse royale Néfertari.